# Phytoliriomyza enormis
Phytoliriomyza enormis är en tvåvingeart som beskrevs av Spencer 1963. Phytoliriomyza enormis ingår i släktet Phytoliriomyza och familjen minerarflugor.
Artens utbredningsområde är Madagaskar. Inga underarter finns listade i Catalogue of Life.